# Couponing Extrem
Couponing Extrem (Originaltitel: Extreme Couponing) ist eine US-amerikanische Reality-TV-Serie, die von Sharp Entertainment produziert und ab 2010 auf TLC ausgestrahlt wurde. Sie handelt von Menschen, die in großem Stil Gutscheine (Coupons) sammeln, um sich riesige Warenvorräte zu beschaffen und mit den Coupons so viel Geld wie möglich zu sparen.

## Handlung
Ein Kamerateam besucht die Teilnehmer zuhause, wo sie in der Regel zunächst ihre bereits angehäuften Vorräte zeigen. Die Teilnehmer erzählen, warum sie das „Extreme Couponing“ betreiben, wobei häufig frühere finanzielle Engpässe oder ein Arbeitsverlust als Gründe genannt werden. Oft hilft die Familie des Protagonisten beim Sammeln und Ausschneiden der Coupons mit. Die Coupons erhalten sie aus Zeitungen, Werbeprospekten, oft auch aus dem Altpapiercontainer oder den Mülltonnen der Nachbarn gesammelt, von den Nachbarn selbst, im Supermarkt oder online.
Nach der Planung des Einkaufs und dem Sortieren der benötigten Gutscheine gehen die Teilnehmer in den Supermarkt. Dort verbringen sie zwischen 4 und 10 Stunden. Von einem Produkt werden immer mindestens mehrere Stück gekauft, da sie oft mehrere Gutscheine für ein Produkt besitzen. Oft müssen auch Waren beim Supermarkt vorbestellt werden, da spezielle Angebote schnell ausverkauft sein können. In mehreren Einkaufswägen geht es zur Kasse, wo zunächst alle Waren gescannt werden. Teilweise kann für einen Einkauf nur eine bestimmte Anzahl an Coupons eingelöst werden, weshalb der gesamte Einkauf dann in mehrere kleinere Einkäufe aufgeteilt wird. Nach dem Einscannen der Waren werden die Coupons gescannt. Aufgrund der hohen Anzahl der Coupons kommt es häufig vor, dass die Kassensoftware die Coupons nicht mehr verrechnen kann und daraufhin die Annahme weiterer Coupons verweigert wird. Dann müssen die verbleibenden Coupons von Hand in die Kasse eingegeben oder der Einkauf gesplittet werden. Während des Scannens der Waren versammeln sich meist andere Kunden um die Kasse und applaudieren bei der Verkündung der Endsumme.
Eine Ersparnis von mindestens 90 % des Gesamteinkaufswertes ist die Regel. Manchmal übersteigt der Wert der Gutscheine auch den Einkaufswert, worauf die Differenzsumme einer Kundenkarte gutgeschrieben wird und bei weiteren Einkäufen eingelöst werden kann.